# Rhycherus gloveri
Rhycherus gloveri is een straalvinnige vissensoort uit de familie van voelsprietvissen (Antennariidae). De wetenschappelijke naam van de soort is voor het eerst geldig gepubliceerd in 1984 door Pietsch.